# Geoffroy de Goulaine
Pour les autres membres de la famille, voir Famille de Goulaine.
Geoffroy-Marie-Donatien, comte de Goulaine, né le 16 août 1844 à Nantes (Loire-Inférieure) et mort le 28 avril 1913 à Paris, est un homme politique français.

## Biographie
Issu d'une vieille famille aristocratique, propriétaire du château de Goulaine, il est le fils du marquis Patrice de Goulaine et le petit-fils de Donatien de Sesmaisons. Marié à Marie Osy de Zegwaart (arrière petite-fille de Corneille Osy de Zegwaart), puis à Jeanne de Perrien de Crenan (petite-fille de Joseph Charles de Perrien et d'Adrien de Rougé), il est le beau-père de Georges Henri Roulleaux-Dugage.
Après des études au collège de Pontlevoy, il entre à Saint-Cyr en 1862. Capturé lors de la guerre de 1870, il quitte l'armée en 1872 pour se consacrer à ses propriétés foncières dans le Morbihan. Il s'implique beaucoup dans l'organisation de concours agricoles. 
Fondateur de l'un des premiers syndicats agricoles, il est membre de la Société des agriculteurs de France et président de la Société d'agriculture de l'arrondissement de Lorient.
Il est maire de Brandérion en 1880 et conseiller général en 1895. Il se présente sans succès comme candidat royaliste aux élections législatives de 1898. Par contre, il est élu sénateur en 1901 et le reste jusqu'à son décès en 1913.

### Sources
- « Geoffroy de Goulaine », dans le Dictionnaire des parlementaires français (1889-1940), sous la direction de Jean Jolly, PUF, 1960 [détail de l’édition]